# Parastenella gymnogaster
Parastenella gymnogaster is een zachte koraalsoort uit de familie Primnoidae. De koraalsoort komt uit het geslacht Parastenella. Parastenella gymnogaster werd in 2007 voor het eerst wetenschappelijk beschreven door Cairns. 